# Піта сулавеська
Піта сулавеська (Erythropitta celebensis) — вид горобцеподібних птахів родини пітових (Pittidae). Раніше вважався підвидом піти червоночеревої (Erythropitta erythrogaster).

## Поширення

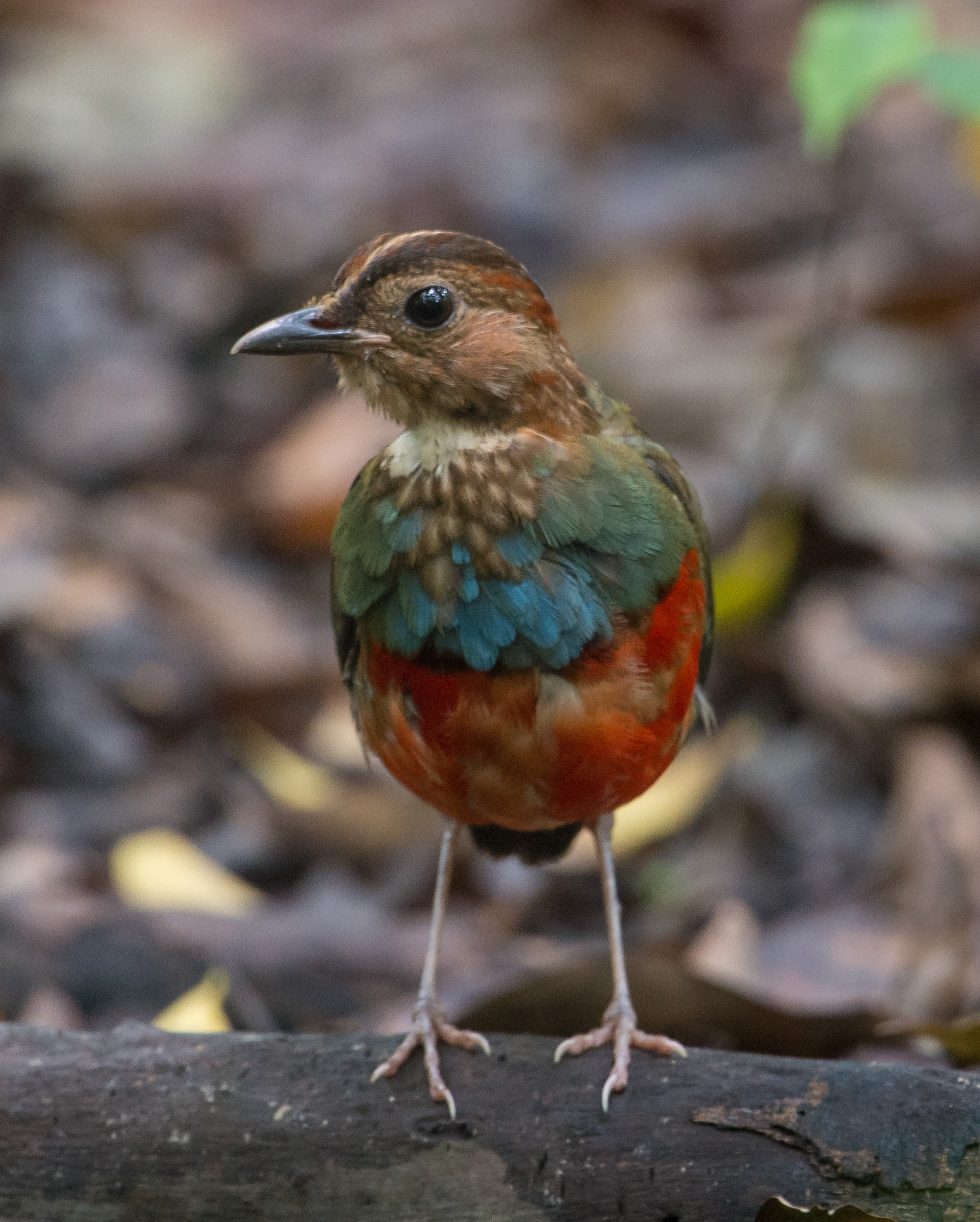
Підрослий птах у природному заповіднику Тангкоко, Сулавесі

Ендемік Індонезії. Поширений на Сулавесі, Мантераву та Тогіанських островах. Природним середовищем існування є субтропічний або тропічний вологий низинний ліс на висотах до 1200 м над рівнем моря.